# Paradoxornis tridàctil
El paradoxornis tridàctil (Cholornis paradoxus) és una espècie d'ocell de la família dels paradoxornítids (paradoxornitidae), tot i que sovint encara se'l troba classificat amb els sílvids (Sylviidae). Es troba a l'interior de la Xina. El seu hàbitat el conformen matollars i boscos temperats. El seu estat de conservació es considera de risc mínim.
Es caracteritza per tenir el dit exterior atrofiat formant un monyó.

## Taxonomia
Les dos espècies de Cholornis estaven classificats anteriorment en el gènere Paradoxornis i a la família dels sílvids (Sylviidae).
El Congrés Ornitològic Internacional, en la seva llista mundial d'ocells (versió 10.2, 2020) transferí finalment el gènere Cholornis a la família dels paradoxornítids (Paradoxornithidae). Tanmateix, el Handook of the Birds of the World i la quarta versió de la BirdLife International Checklist of the birds of the world (Desembre 2019), aquest tàxon apareix classificat encara dins de la família dels sílvids.